# Hamburg-Bahrenfeld
Hamburg-Bahrenfeld is een onderdeel (Stadtteil) van het district (Bezirk) Hamburg-Altona in de Duitse stad Hamburg.
In het westen paalt Bahrenfeld aan Osdorf, in het zuidwesten aan Gross Flottbek in het zuiden aan Ottensen en aan Othmarschen, in het oosten aan Stellingen en in het noorden aan Eidelstedt en Lurup.

## Geschiedenis
De eerste sporen van bewoning dateren uit 1256. Tot halfweg de 19e eeuw was het een eenvoudig boerendorp langs de weg naar Pinneberg. In 1867 werd het ingelijfd bij Pruisen en hetzelfde jaar werd de spoorlijn Altona-Blankenese er aangelegd. Stilaan kwam er ook nijverheid en in 1910 werden er arbeiderswijken aan de kant van Ottensen gebouwd. Met Reemtsma en British American Tobacco was het een tijdlang een centrum van sigarettenproductie.
Door de aanleg van de Bundesautobahn 7 in de jaren 70, met uitrit 28, werd Bahrenfeld in twee delen gesneden en verdween het oude centrum rond de Bahrenfelder Marktplatz.

## Bekende plaatsen
- Het meer dan 200 ha grote Altonaer Volkspark, dat deels een bosuitzicht heeft, met aan de rand ervan:
  - de drafrenbaan (Trabrennbahn)
  - het Altonaer Hauptfriedhof dat als park is aangelegd
  - de Dahliagarten, een anderhalve hectare grote showtuin voor dahlia's die jaarlijks meer dan een kwartmiljoen bezoekers heeft
- het wetenschappelijk onderzoekcentrum DESY
- De O2 World Hamburg, thuishaven van de Hamburgse eersteklasse ijshockey- en handbalclubs
- Het stadion van eersteklasse voetbalclub Hamburger SV

## Openbaar vervoer

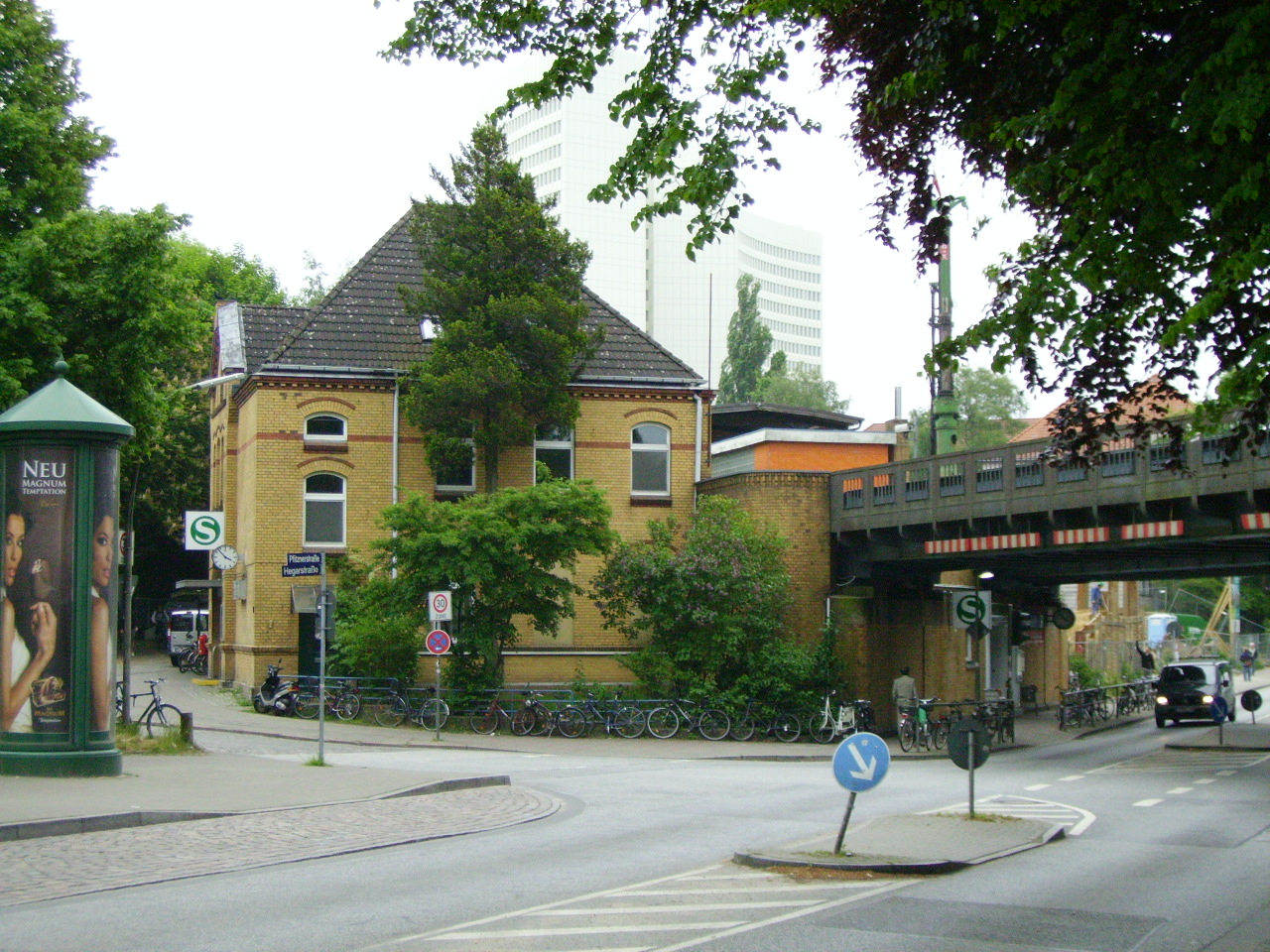
S-Bahn-Station Bahrenfeld

Het station Bahrenfeld op de S-Bahn-lijn S1.
Het station Diebsteich op de S-Bahn-lijn S3/S21.
Het station Diebsteich op de spoorlijn A1 Altona-Neumünster.
Metrobus-lijnen 1 en 3, snelbus 37 en stadsnetbus 180.
Er zijn concrete plannen voor een nieuw Intercity-station Diebsteich, ter vervanging van het te kleine kopstation Hamburg-Altona.